# Daniel Luna (football)
Daniel Luna, né le 7 mai 2003 à Cali en Colombie, est un footballeur colombien qui joue au poste de milieu offensif au RCD Majorque, en prêt du Deportivo Cali.

## Biographie

### En club
Né à Cali en Colombie, Daniel Luna est formé par le Deportivo Cali, club de sa ville natale, qu'il rejoint en 2015. Il joue son premier match en professionnel le 30 janvier 2021, lors d'une rencontre de championnat contre l'Envigado FC. Il entre en jeu et les deux équipes se neutralisent (1-1 score final).
Le 14 avril 2022, il participe à son premier match de Copa Libertadores, alors que son club affronte le SC Corinthians. Il entre en jeu lors de ce match perdu par les siens (1-0 score final).
Le 31 janvier 2023, Daniel Luna est prêté jusqu'à la fin de la saison au RCD Majorque. Le club dispose d'une option d'achat sur le joueur,.

### En sélection
Daniel Luna est sélectionné avec l'équipe de Colombie des moins de 20 ans, depuis 2022. Il inscrit son premier but avec cette sélection le 24 novembre 2022 contre l'Équateur. Il est titularisé mais son équipe ne parvient pas à s'imposer (2-2 score dinal).